# Mistrovství Evropy v judu 2011
Mistrovství Evropy v judu se konalo v Abdi İpekçi Arena v Istanbulu, Turecko ve dnech 21.-23. dubna 2011.

## Program
- ČTV - 21.04.2011 - superlehká váha (−60 kg, −48 kg) a pololehká váha (−66 kg, −52 kg) a lehká váha (−57 kg)
- PAT - 22.04.2011 - lehká váha (−73 kg) a polostřední váha (−81 kg, −63 kg) a střední váha (−70 kg)
- SOB - 23.04.2011 - střední váha (−90 kg) a polotěžká váha (−100 kg, −78 kg) a těžká váha (+100 kg, +78 kg)

## Výsledky

### Muži
| Kategorie | Zlato                  | Stříbro                 | Bronz                      | Bronz                     |
| --------- | ---------------------- | ----------------------- | -------------------------- | ------------------------- |
| −60 kg    | Giorgi Zantaraia (UKR) | Betkil Šukvani (GEO)    | Arsen Galsťan (RUS)        | Elio Verde (ITA)          |
| −66 kg    | Miklós Ungvári (HUN)   | Tərlan Kərimov (AZE)    | Alim Gadanov (RUS)         | Colin Oates (GBR)         |
| −73 kg    | João Pina (POR)        | Murat Kodzokov (RUS)    | Hasan Vanlıoğlu (TUR)      | Jaromír Ježek (CZE)       |
| −81 kg    | Elnur Mammadli (AZE)   | Sergiu Toma (MDA)       | Ole Bischof (GER)          | Siražudin Magomedov (RUS) |
| −90 kg    | Ilias Iliadis (GRE)    | Kirill Děnisov (RUS)    | Varlam Lipartelijani (GEO) | Marcus Nyman (SWE)        |
| −100 kg   | Amel Mekić (BIH)       | Levan Žoržolijani (GEO) | Jevgenij Borodavko (LAT)   | Irakli Cirekidze (GEO)    |
| +100 kg   | Teddy Riner (FRA)      | Barna Bor (HUN)         | Martin Padar (EST)         | Janusz Wojnarowicz (POL)  |

### Ženy
| Kategorie | Zlato                      | Stříbro                       | Bronz                        | Bronz                     |
| --------- | -------------------------- | ----------------------------- | ---------------------------- | ------------------------- |
| −48 kg    | Alina Dumitruová (ROU)     | Éva Csernoviczká (HUN)        | Frédérique Jossinetová (FRA) | Laëtitia Payetová (FRA)   |
| −52 kg    | Pénélope Bonnaová (FRA)    | Joana Ramosová (POR)          | Ana Carrascosaová (ESP)      | Sophie Coxová (GBR)       |
| −57 kg    | Sabrina Filzmoserová (AUT) | Telma Monteirová (POR)        | Corina Căprioriuová (ROU)    | Irina Zabludinová (RUS)   |
| −63 kg    | Gévrise Émaneová (FRA)     | Anicka van Emdenová (NED)     | Hilde Drexlerová (AUT)       | Urška Žolnirová (SLO)     |
| −70 kg    | Edith Boschová (NED)       | Cecilia Blancová (ESP)        | Erica Barbieriová (ITA)      | Lucie Décosseová (FRA)    |
| −78 kg    | Audrey Tcheuméová (FRA)    | Lucie Louetteová (FRA)        | Luise Malzahnová (GER)       | Anamari Velenšeková (SLO) |
| +78 kg    | Jelena Ivaščenková (RUS)   | Anne-Sophie Mondièreová (FRA) | Tea Donguzašviliová (RUS)    | Lucija Polavderová (SLO)  |